# Tillac (navigation)
Pour les articles homonymes, voir Tillac.
Le tillac est un mot de vieux français (til, tile, tille, tilac, tire) désignant le pont supérieur d'un navire (entre les gaillards). Il est parfois employé dans le sens de plancher pour une embarcation. Pour résumer c'est le pont ou une portion de pont d'une embarcation et, dialectalement, par extension « local, petit compartiment de planches souvent aménagé en placard ».

## Histoire et description
Il est attesté pour la première fois dans un rapport du Clos des galées de Rouen et appartient à la longue série des mots norrois passés en ancien français via le normand (cf. hauban, hune, etc.). Le terme norrois est þilja « plancher, pont ou portion d'un bateau » avec une finale inexpliquée probablement issue d'un autre terme.
Le franc-tillac était le nom donné autrefois au pont le plus élevé et s'étendant d'un bout à l'autre du navire ; on l'appelait encore pont sur gueule et pont courant.
On utilise aussi couramment le terme anglais Flush deck.
Le mot tillac est toujours employé en droit maritime : « le capitaine d'un navire marchand ne peut charger sur le tillac qu'avec l'autorisation des chargeurs ». En langage moderne, on dira plutôt « ne peut charger en pontée que ».

## Littérature
- « Un homme, […], était appuyé sur le bastingage et paraissait insensible au spectacle qui s'offrait aux regards des passagers groupés sur le tillac. » (Honoré de Balzac, La Femme de trente ans, Paris, 1832)
- « Ouvrons ici une parenthèse pour signaler qu'entre les accidents divers que connaît la pêche au cachalot, les aléas mortels de ce genre sont à peu près aussi fréquents que tous autres. Parfois rien n'est endommagé d'autre que l'homme, qui, lui, est anéanti;  plus fréquemment la proue du canot est déchiquetée ou le tillac est enlevé avec celui qui s'y appuie. » (Moby-Dick)